# Unione Sportiva Pistoiese 1985-1986
Questa pagina raccoglie le informazioni riguardanti l'Unione Sportiva Pistoiese nelle competizioni ufficiali della stagione 1985-1986.

## Rosa
| N. |                   | Ruolo | Calciatore          |
| -- | ----------------- | ----- | ------------------- |
|    | Italia (bandiera) | C     | Mario Ansaldi       |
|    | Italia (bandiera) | D     | Luigi Apolloni      |
|    | Italia (bandiera) | D     | Daniele Baldini     |
|    | Italia (bandiera) | D     | Giorgio Bilotta     |
|    | Italia (bandiera) | C     | Pierpaolo Bisoli    |
|    | Italia (bandiera) | A     | Marco Calonaci      |
|    | Italia (bandiera) | C     | Giampiero Cardinali |
|    | Italia (bandiera) | A     | Claudio Di Prete    |
|    | Italia (bandiera) | C     | Giannino Giannini   |
|    | Italia (bandiera) | P     | Giovanni Giannoni   |
|    | Italia (bandiera) | A     | Ugo Guerra          |

| N. |                   | Ruolo | Calciatore          |
| -- | ----------------- | ----- | ------------------- |
|    | Italia (bandiera) | C     | Marco Magni         |
|    | Italia (bandiera) | C     | Andrea Mitri        |
|    | Italia (bandiera) | C     | Paolo Perugi        |
|    | Italia (bandiera) | C     | Andrea Pinelli      |
|    | Italia (bandiera) | D     | Salvatore Polverino |
|    | Italia (bandiera) | P     | Carlo Riccetelli    |
|    | Italia (bandiera) | D     | Claudio Serraglini  |
|    | Italia (bandiera) | A     | Giuseppe Tortora    |
|    | Italia (bandiera) | A     | Cesare Vitale       |
|    | Italia (bandiera) | C     | Fulvio Zuccheri     |

## Risultati

### Campionato

#### Girone di andata
| 22 settembre 1985 1ª giornata | Pistoiese | 1 – 0 | Vogherese |  |

| 29 settembre 1985 2ª giornata | Alessandria | 1 – 0 | Pistoiese |  |

| 6 ottobre 1985 3ª giornata | Pistoiese | 2 – 0 | Massese |  |

| 13 ottobre 1985 4ª giornata | Entella Bacezza | 1 – 1 | Pistoiese |  |

| 20 ottobre 1985 5ª giornata | Pistoiese | 2 – 0 | Lucchese |  |

| 27 ottobre 1985 6ª giornata | Montevarchi | 0 – 0 | Pistoiese |  |

| 3 novembre 1985 7ª giornata | Sorso | 0 – 0 | Pistoiese |  |

| 10 novembre 1985 8ª giornata | Pistoiese | 0 – 0 | Asti TSC |  |

| 17 novembre 1985 9ª giornata | Pontedera | 1 – 0 | Pistoiese |  |

| 24 novembre 1985 10ª giornata | Pistoiese | 1 – 1 | Lodigiani |  |

| 1º dicembre 1985 11ª giornata | Cairese | 2 – 2 | Pistoiese |  |

| 8 dicembre 1985 12ª giornata | Torres | 1 – 2 | Pistoiese |  |

| 15 dicembre 1985 13ª giornata | Pistoiese | 2 – 0 | Carbonia |  |

| 22 dicembre 1985 14ª giornata | Savona | 1 – 0 | Pistoiese |  |

| 5 gennaio 1986 15ª giornata | Pistoiese | 3 – 1 | Civitavecchia |  |

| 12 gennaio 1986 16ª giornata | Derthona | 1 – 1 | Pistoiese |  |

| 19 gennaio 1986 17ª giornata | Pistoiese | 1 – 1 | Spezia |  |

#### Girone di ritorno
| 26 gennaio 1986 18ª giornata | Vogherese | 0 – 0 | Pistoiese |  |

| 2 febbraio 1986 19ª giornata | Pistoiese | 2 – 2 | Alessandria |  |

| 9 febbraio 1986 20ª giornata | Massese | 1 – 2 | Pistoiese |  |

| 16 febbraio 1986 21ª giornata | Pistoiese | 0 – 0 | Entella Bacezza |  |

| 23 febbraio 1986 22ª giornata | Lucchese | 0 – 0 | Pistoiese |  |

| 2 marzo 1986 23ª giornata | Pistoiese | 4 – 1 | Montevarchi |  |

| 9 marzo 1986 24ª giornata | Pistoiese | 0 – 1 | Sorso |  |

| 23 marzo 1986 25ª giornata | Asti TSC | 0 – 1 | Pistoiese |  |

| 29 marzo 1986 26ª giornata | Pistoiese | 2 – 1 | Pontedera |  |

| 6 aprile 1986 27ª giornata | Lodigiani | 3 – 2 | Pistoiese |  |

| 13 aprile 1986 28ª giornata | Pistoiese | 1 – 2 | Cairese |  |

| 20 aprile 1986 29ª giornata | Pistoiese | 3 – 0 | Torres |  |

| 4 maggio 1986 30ª giornata | Carbonia | 0 – 3 | Pistoiese |  |

| 11 maggio 1986 31ª giornata | Pistoiese | 2 – 0 | Savona |  |

| 18 maggio 1986 32ª giornata | Civitavecchia | 1 – 1 | Pistoiese |  |

| 25 maggio 1986 33ª giornata | Pistoiese | 1 – 1 | Derthona |  |

| 1º giugno 1986 34ª giornata | Spezia | 2 – 2 | Pistoiese |  |